# Oscar De La Rosa
Oscar De La Rosa (nacido Oscar De La Rosa Gonzales; Houston, Texas; 29 de marzo de 1960) es un cantante estadounidense conocido por ser el vocalista del grupo musical La Mafia, cinco veces ganador del premio Grammy. También es hermano de Leonardo Gonzales, ex guitarrista y cofundador de La Mafia y creador de Leonardo Gonzales y Los Magníficos.

## Participación con La Mafia
La Mafia fue fundada en 1980 en Houston, Texas. En casa, La Mafia se presentó frente a tres multitudes que batieron récords en el Houston Livestock Show and Rodeo en el Houston Astrodome. La Mafia también ha tocado en el Astrodome de Houston junto con Emilio Navaira y Selena Quintanilla. Es el líder de La Mafia junto al tecladista y productor Armando Lichtenberger Jr. y son amigos cercanos.
Hasta el momento han gradabo y lanzado al mercado 37 álbumes desde 1980 hasta la actualidad. Alguno de sus discos más exitosos son Los 7 Magníficos (1982), Neon Static (1985), Xplosiv (1989), Enter the Future (1990), Con Tanto Amor (1990), Ahora y siempre (1992), Vida (1994), Éxitos en vivo (1995), En Tus Manos (1997), Inconfundible (2001), Eternamente Románticos (2008) y Amor y Sexo (2014).

## Vida personal
Delia Guebara Owens, exnovia de Oscar y madre de sus dos hijos (Henri y Oscar Jr.), falleció el viernes 27 de febrero de 2009 a las 4:20 p. m. Oscar le dedicó "Si Quiere Dios" como homenaje a la madre de sus hijos y a la mujer que lo inspiró cuando comenzó y que siguió siendo su querida amiga.
El lunes 15 de mayo de 2013, De La Rosa fue atacado afuera de un bar de Houston llamado Blur Bar. Después del ataque, De La Rosa sufrió cortes en la cara, daños en los ojos y dos dientes perdidos.